# Вікторія (Пльзень)
«Ві́кторія» (чеськ. FC Viktoria Plzeň) — чеський професійний футбольний клуб із міста Пльзень. Виступає в Першій лізі, вищому дивізіоні Чехії.
Посівши друге місце в Кубку Чехословаччини сезону 1970–71, клуб отримав право грати в Кубку володарів кубків наступного сезону, оскільки переможець кубку «Спартак» також здобув чемпіонський титул і грав у Кубку європейських чемпіонів. 2010 року «Вікторія» грала в Лізі Європи УЄФА після перемоги в Кубку Чехії 2009–10.
«Вікторія» вперше стала чемпіоном Чехії 2011 року і брала участь у груповому етапі Ліги чемпіонів УЄФА 2011–12, під час якого вона вперше перемогла у матчах Ліги чемпіонів, і здобувши п'ять очок клуб зміг кваліфікуватися до 1/16 фіналу Ліги Європи УЄФА 2011–12. Клуб вдруге став чемпіоном Чехії в сезоні 2012–13.
У сезоні 2013–14 «Вікторія» знову брала участь у груповому етапі Ліги чемпіонів УЄФА та посіла третє місце. Потім клуб дійшов до 1/8 фіналу Ліги Європи УЄФА, де вилетів від «Ліона».

## Склад команди
Станом на 4 вересня 2024
| №  | Поз. | Нац.       | Гравець           |
| -- | ---- | ---------- | ----------------- |
| 2  | ЗХ   | Чехія      | Лукаш Гейда       |
| 3  | ЗХ   | Сербія     | Светозар Маркович |
| 4  | ЗХ   | Сенегал    | Корі Сене         |
| 6  | ПЗ   | Чехія      | Лукаш Черв        |
| 9  | НП   | Бразилія   | Рікардіньо        |
| 10 | ПЗ   | Чехія      | Ян Копіц          |
| 11 | НП   | Чехія      | Матей Видра       |
| 13 | ВР   | Словаччина | Маріан Тврдон     |
| 16 | ВР   | Чехія      | Мартін Єдлічка    |
| 17 | НП   | Нігерія    | Рафіу Дуросінмі   |
| 18 | ПЗ   | Колумбія   | Джон Москера      |
| 19 | ПЗ   | Франція    | Шейк Суаре        |

| №  | Поз. | Нац.       | Гравець           |
| -- | ---- | ---------- | ----------------- |
| 20 | ПЗ   | Чехія      | Ширл Панош        |
| 21 | ЗХ   | Чехія      | Вацлав Ємелка     |
| 22 | ПЗ   | Бразилія   | Каду              |
| 23 | ПЗ   | Чехія      | Лукаш Калвах      |
| 24 | ЗХ   | Чехія      | Мілан Гавел       |
| 31 | ПЗ   | Чехія      | Павел Шульц       |
| 32 | ПЗ   | Чехія      | Матей Валента     |
| 33 | ПЗ   | Словаччина | Ерік Їрка         |
| 37 | НП   | Чехія      | Крістоф Кабонго   |
| 40 | ЗХ   | Ліберія    | Семпсон Две       |
| 80 | НП   | Гана       | Прінс Квабена Аду |

## Досягнення
Чемпіонат Чехії
- Чемпіон (6): 2010—11, 2012—13, 2014—15, 2015—16, 2017—18, 2021—22

Кубок Чехії
- Переможець (2): 1971, 2010
- Фіналіст (2): 2014, 2024

Чеська Ліга 2
- Переможець: 2002-03

Суперкубок Чехії
- Переможець (2): 2011, 2015
- Фіналіст (3): 2010, 2013, 2014

## Участь в єврокубках
| Турнір                                             | Уч | М  | Пер | Н  | Пор | ГЗ  | ГП  |
| -------------------------------------------------- | -- | -- | --- | -- | --- | --- | --- |
| Кубок Європейських чемпіонів / Ліга чемпіонів УЄФА | 4  | 32 | 15  | 6  | 11  | 52  | 54  |
| Кубок Кубків УЄФА                                  | 1  | 2  | 0   | 0  | 2   | 1   | 7   |
| Ліга Європи УЄФА / Кубок УЄФА                      | 8  | 41 | 18  | 10 | 13  | 65  | 50  |
| Всього                                             | 13 | 76 | 33  | 17 | 26  | 118 | 111 |

Останнє оновлення: 24 серпня 2017